# Proctoporus pachyurus
Espèce
Proctoporus pachyurus est une espèce de sauriens de la famille des Gymnophthalmidae.

## Répartition
Cette espèce est endémique de la région de Junín au Pérou. Elle se rencontre entre 2 770 et 3 800 m d'altitude.

## Publication originale
- Tschudi, 1845 : Reptilium conspectus quae in Republica Peruana reperiuntur et pleraque observata vel collecta sunt in itenere. Archiv für Naturgeschichte, vol. 11, no 1, p. 150-170 (texte intégral).